# Into the Storm (film)
Into the Storm este un film-catastrofă american din 2014, regizat de Steven Quale după scenariul lui John Swetnam, în rolul principal fiind Richard Armitage. Filmul a fost lansat pe 8 august 2014.

## Distribuție
- Richard Armitage în rolul lui Gary Morris
- Sarah Wayne Callies în rolul lui Allison Stone
- Matt Walsh în rolul lui Pete
- Alycia Debnam-Carey în rolul lui Kaitlyn
- Arlen Escarpeta în rolul lui Daryl
- Jeremy Sumpter în rolul lui Jacob
- Nathan Kress în rolul lui Trey
- Max Deacon în rolul lui Donnie
- Kyle Davis în rolul lui Donk
- Scott Lawrence în rolul lui Principal
- Jon Reep în rolul lui Reevis